# Henryk Jankowski

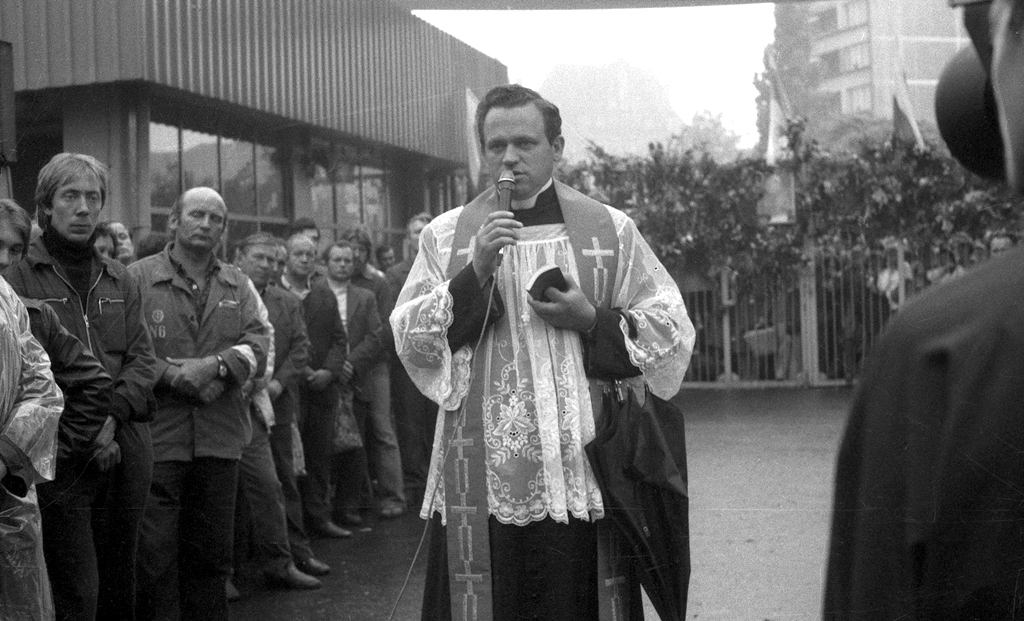
Henryk Jankowski in der Danziger Werft im August 1980

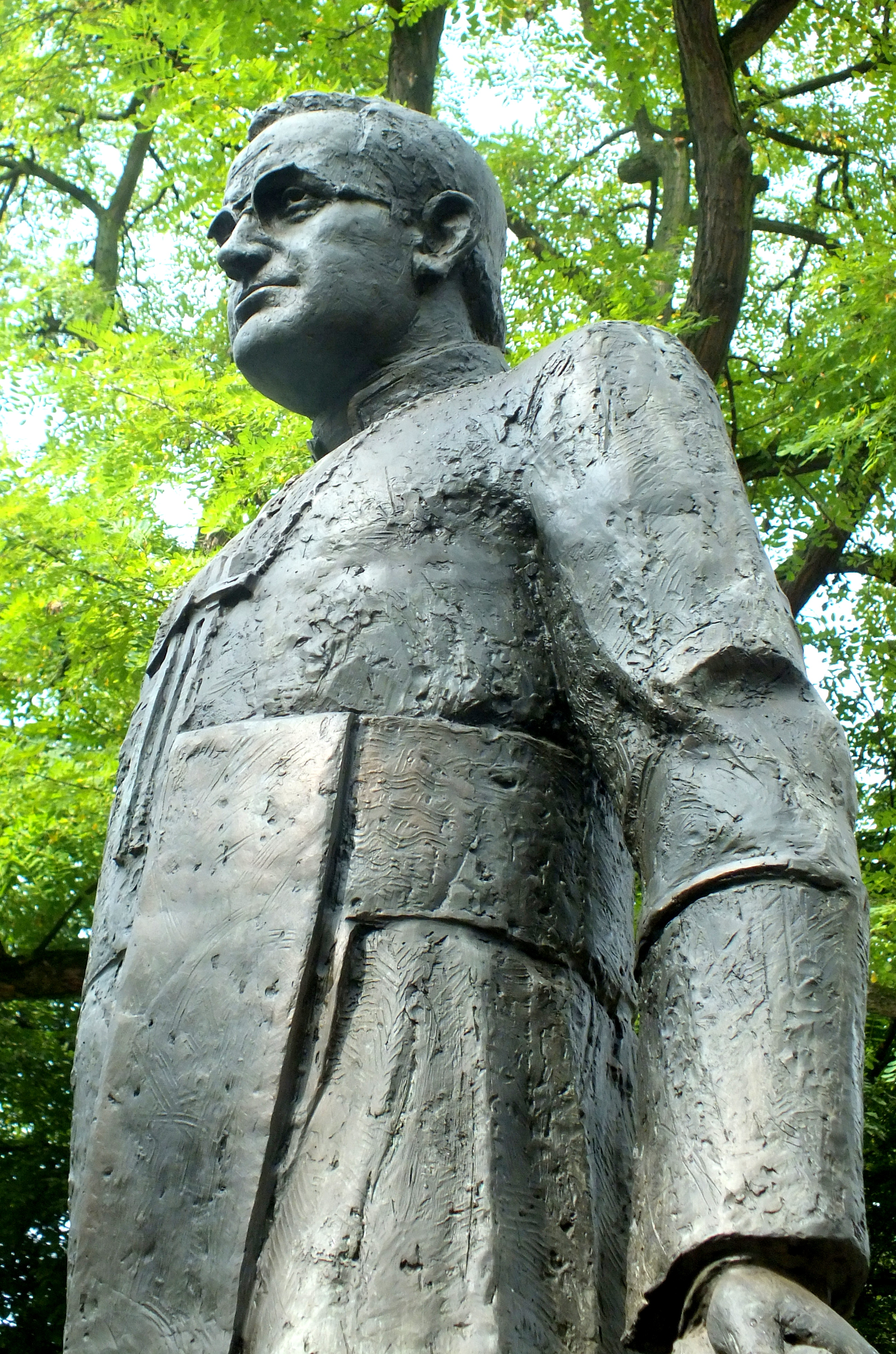
Ehemaliges Denkmal von Henryk Jankowski in Danzig

Henryk Jankowski (* 18. Dezember 1936 in Starogard Gdański/Preußisch Stargard; † 12. Juli 2010 in Danzig) war ein polnischer katholischer Priester, Kanoniker, seit 1990 Prälat und Päpstlicher Ehrenkaplan in Danzig.
Jahrelang war Jankowski Pfarrer der Kościół św. Brygidy (Brigitten-Kirche) in Danzig, bis er 2004 von der Wahrnehmung dieser Funktion entbunden wurde. Jankowski war der Solidarność-Bewegung und der antikommunistischen Opposition in der Volksrepublik Polen eng verbunden. Gegen Ende seines Lebens wurde bekannt, dass Jankowski Informant des kommunistisch kontrollierten Geheimdienstes SB war, er war wegen pädophiler Übergriffe erpressbar geworden.

## Leben

### Die Jahre bis 1980
Jankowski wurde als eines von acht Kindern einer Kaufmannsfamilie in Starogard Gdański geboren und hat eine Zwillingsschwester. Er war Ministrant unter anderem in der Kościół św. Wojciecha und der Kościół św. Mateusza (Kirchen des hl. Adalbert und des hl. Matthäus) in Starogard. Er schloss das Gymnasium für Berufstätige ab und arbeitete sodann im Finanzamt in der Vollstreckungsabteilung.
1958 trat er ins Priesterseminar ein. Die Priesterweihe erhielt er am 21. Juni 1964 aus der Hand von Bischof Edmund Nowicki. Er trat seine Vikarstelle an der Pfarrei Heilig Geist in Danzig an, bis 1967, sodann war er bis 1969 im Pfarrbezirk hl. Barbara tätig. Am 17. März 1970 legte er die verpflichtenden Gelübde vor der zuständigen Bekenntnis-Abteilung in Danzig ab und erhielt formell die Stelle des Pfarrers der Brigittenkirche. (Die Kirche war 1945 von Soldaten der Roten Armee in Brand gesetzt worden; sie wurde um 1973 wiederaufgebaut.)

### Kaplan der Solidarność
Am 17. August 1980 feierte er erstmals eine Messe mit den streikenden Arbeitern der Danziger Leninwerft. Von da an war er mit der Solidarność verbunden, besonders mit ihrem Vorsitzenden Lech Wałęsa. Jankowski wurde wiederholt von der kommunistisch kontrollierten Presse angegriffen, die auch gegen ihn gerichtete fingierte Leserbriefe abdruckte. 2009 gab das Institut für Nationales Gedenken bekannt, dass Jankowski ein Spitzel der polnischen Stasi SB gewesen war, er berichtete dem Geheimdienst vor allem über das Umfeld Lech Wałęsas und dessen Kontakte zu ausländischen Diplomaten sowie Korrespondenten. Jankowski war wegen pädophiler Übergriffe vom SB erpresst worden. Die Angriffe der kommunistisch kontrollierten Medien auf ihn sollten ihm bei der verbotenen Demokratiebewegung um die Solidarność Glaubwürdigkeit verschaffen.
Jankowski wurde damals von einzelnen Oppositionellen verdächtigt, einen Teil der von Mittelsmännern an ihn übergebenen Gelder aus dem Westen, die der verbotenen Solidarność zukommen sollten, für sich selbst verwendet zu haben. So fuhr er einen Mercedes, in der Volksrepublik Polen eine Seltenheit. Er wurde in dieser Zeit auch von der Stasi, die ihrerseits die Solidarność in den Fokus nahm, weil man den polnischen Kollegen vom SB nicht völlig vertraute, als potenzieller Informeller Mitarbeiter registriert – unter dem Decknamen „Mercedes“.

### Wirken nach 1989
Nach 1989 gab Jankowski immer wieder Anlass zu Kontroversen. Er wandte sich gegen alles, was seinem nationalistischen Weltbild widersprach. In Predigten in der Brigittenkirche äußerte er sich wiederholt antisemitisch. Mitte der 1990er Jahre protestierte die Regierung Israels gegen seine judenfeindlichen Äußerungen in Predigten. Infolge der antisemitischen Ausfälle zerbrach auch Jankowskis Freundschaft mit der Familie Wałęsa. 1995 teilten US-amerikanische Diplomaten in Warschau mit, dass ein geplantes Treffen von US-Präsident Bill Clinton mit seinem polnischen Amtskollegen Lech Wałęsa nicht zustande kommen würde, falls dieser sich nicht von Jankowski distanzierte. Wałęsa kam dieser Aufforderung nach. 1997 verhängte Erzbischof Tadeusz Gocłowski ein einjähriges Predigtverbot über Jankowski.
Henryk Jankowski gab ein Buch heraus „Die Päpste über Juden, Freimaurertum und den Kommunismus“ in dem er Schriften der Päpste Benedykt XIV., Leon III. und Pius XI. abdruckt. Dieses Buch und andere, ähnliche Schriften wurden in der Brigittenkirche verkauft. Der Bischof untersagte ihm am 7. Januar 1999 den Verkauf IN der Kirche, weil diese Schriften „Hass säen und versuchen, die Bischöfe, Priester und die katholische Gesellschaft zu spalten“. Jankowski druckte dieses Schreiben im Anhang einer Neuauflage ab. Im Anhang dieser Neuauflage befindet sich u. a. auch die Kopie einer Anzeige beim Generalstaatsanwalt Polens zur Aufnahme von Ermittlungen gegen das Freimaurertum in Polen.
Auch das Buch von Peter Raina „Die Stasi-Akte von Pfarrer, Prälat Henryk Jankowski“ verkaufte und verschenkte er. Durch dieses Buch konnte sich Jankowski als Opfer des kommunistischen Polen darstellen. In Wirklichkeit war er selbst eine wichtige Quelle und ein williges Werkzeug für den polnischen Sicherheitsapparat.
In dieser Zeit hat Jankowski begonnen, den Altarraum der Brigittenkirche umzugestalten. In den Altarraum stellte er zwei lebensgroße Metall-Denkmale für Kardinal Wyszynski und Johannes Paul II, die beide aufmerksam ihren Blick auf die Predigt-Kanzel Jankowskis richten. Jankowski sprach sich vor 2004 gegen den Beitritt Polens zur Europäischen Union aus.
Viele Landsleute stießen sich an Jankowskis Streben nach Luxus, Reichtum und Ehrungen. Er hatte eine zahlreiche Anhängerschaft um sich. Zu seinem 70. Geburtstag ließ er sich eine pompöse Feier ausrichten, obwohl Erzbischof Gocłowski ihm brieflich dringend davon abgeraten hatte.

## Kontroversen

### Die Affäre im Jahr 2004
In der Folge einer Verdächtigung der sexuellen Belästigung von Ministranten leitete die Staatsanwaltschaft im Juli/August 2004 ein Untersuchungsverfahren ein, das Unregelmäßigkeiten im Pfarrhaus offenlegte und ein unziemliches Verhalten des Kaplans gegenüber Ministranten, wiewohl sich keine Beweise für eine Belästigung ergaben. Gleichwohl entband Erzbischof Gocłowski ihn am 17. November 2004 von seinem Amt als Pfarrer der Brigittenkirche. Daraufhin bildete sich ein Komitee zur Verteidigung des Priesters Jankowski. Der starke Druck dieser Gruppierung in Jankowskis Pfarrei bewog den Erzbischof, seine Entscheidung insofern abzumildern, als er Jankowski den Verbleib in seiner Wohnung in der Brigittenpfarrei zugestand. Der Prälat appellierte daraufhin an seine Anhänger, die Entscheidung des Erzbischofs zu akzeptieren. Am 15. Dezember 2004 endeten die Protestaktionen.

### Prozess um üble Nachrede
Im Mai 2004 veröffentlichte der Schriftsteller Paweł Huelle in der Zeitung Rzeczpospolita einen Artikel zum Thema Jankowski, in dem er unter anderem schrieb: „Der Pfarrer der Kirche der hl. Brygida versteht das Evangelium überhaupt nicht und stellt sich ostentativ gegen die Lehren des Papstes (…) Ich weiß nicht, wie viele Male ich in der Kirche der hl. Brygida noch hören werde, dass die Juden unser Land zerstörten und die Europäische Union ein Komplott ist mit dem Ziel der Zerstörung Polens. (…) Er ist eine Mutation eines Mitarbeiters des polnischen Nachrichtendienstes mit der Moczarschen, kommunistischen Phobie, auf alles Fremde zu spucken: Juden, Schwule, Euroenthusiasten. (…) Sein Polentum tauscht er zu jeder Gelegenheit in einen beliebigen Pass um – Volksdeutscher, Iraker oder Russe –, wenn nur das schöne Gewand ihm gefällt, neue Limousinen, Titel und Orden – angeheftet an seine im Stil an Oberst Gaddafi erinnernde Uniform, die der Priester Prälat so gerne anzieht.“
Jankowski strengte gegen Huelle einen Prozess an wegen Verstoßes gegen die Persönlichkeitsrechte. Am 12. September 2005 urteilte das Bezirksgericht in Danzig, dass Huelle die Grenzen erlaubter Kritik in der Presse überschritten und in dieser Angelegenheit die Rechte des Priesters Jankowskis verletzt habe; er müsse sich zudem auf den Seiten der Rzeczpospolita entschuldigen. Huelle ging in die Berufung und gewann sie.

### Informant des polnischen Geheimdienstes
2007 erschienen erste Presseberichte in Polen, nach denen Jankowski Informant des von der kommunistischen Parteiführung kontrollierten Geheimdienstes SB gewesen war. Jankowski dementierte dies. 2009 bestätigte das Institut für Nationales Gedenken die Presseberichte. Jankowski hat demnach in den 1980er Jahren unter den Decknamen „Delegat“ (Delegierter) und „Libella“ dem SB über interne Beratungen der Solidarność sowie der Kirchenführung berichtet.

### Erneute Vorwürfe des sexuellen Missbrauchs 2018
Am 3. Dezember 2018 veröffentlichte die polnische Tageszeitung „Gazeta Wyborcza“ einen ausführlichen Bericht, in dem sie Henryk Jankowski unter Berufung auf Augenzeugen des sexuellen Missbrauchs beschuldigte. Dieser habe den Recherchen zufolge bereits Ende der 1960er-Jahre begonnen. Die Aktivitäten von Jankowski seien ein offenes Geheimnis gewesen, allerdings habe sich niemand getraut sie anzuprangern. Dies habe daran gelegen, dass Missbrauch durch katholische Geistliche in Polen ein Tabuthema gewesen und der Priester zu mächtig gewesen sei. Ein Mädchen, das möglicherweise von Jankowski schwanger gewesen sei, habe Suizid begangen. In seinem Pfarrhaus habe sich der Priester zudem mit Teenagern umgeben, die ihm nachts sexuell zu Diensten sein mussten und tagsüber teilweise als Butler fungiert hätten. Erhoben wurde auch der Vorwurf, Tadeusz Goclowski (von Ende 1984 bis April 2008 Bischof von Danzig) habe von den Vorgängen gewusst und seinen Untergebenen nur milde abgemahnt.
Am 7. Dezember 2018 wurde das Jankowski-Denkmal in Danzig von Unbekannten mit Farbe überschüttet. Zudem fanden dort mehrere Protestaktionen statt. Danzigs Oberbürgermeister Paweł Adamowicz sprach sich für eine Entfernung des Denkmals aus.
Am 21. Februar 2019, zeitgleich mit dem Beginn der Anti-Missbrauchskonferenz im Vatikan, wurde das Denkmal Jankowskis Ziel einer Protestaktion: Drei Männer zogen in der Nacht die Statue mit einem Seil vom Sockel, so dass sie auf zuvor ausgelegte Reifen fiel. Anschließend legten sie ein Ministrantengewand und Kinderunterwäsche auf die Statue, die bei der Aktion unbeschädigt blieb. „Ziel ist es, den falschen und abscheulichen Mythos von Henryk Jankowski zu zerstören, nicht das Denkmal-Material“, schrieben die Aktivisten.

## Ehrungen
- Am 15. Dezember 2000 erhielt Jankowski die Ehrenbürgerschaft Danzigs. Am 7. März 2019 beschloss der Rat der Stadt Danzig, Jankowski die Ehrenbürgerschaft zu entziehen, den Jankowski-Platz umzubenennen und sein Denkmal zu entfernen.[17]
- Am 10. Mai 2007 überreichte Roman Giertych, damals  Minister für Volksbildung Polens, ihm die 'Medaille der Kommission für Volkserziehung'[18].[19]